# Hardinxveld-Giessendam
Hardinxveld-Giessendam (dân số: 17.828 người trong năm 2004) là một đô thị ở phía tây Hà Lan, trong tỉnh Zuid-Holland. Đô thị này có diện tích 19,35 km² (7,47 mile²) trong đó 2,44 km² (0,94 mile²) là diện tích mặt nước.
Đô thị Hardinxveld-Giessendam bao gồm the hai trung tâm dân cư Giessendam/Neder-Hardinxveld và Boven-Hardinxveld. Cho đến khi hai khu vực này được sáp nhập vào nhau năm 1957, Giessendam và Hardinxveld đã là hai đông thị.